# اشک دالن
اشک پیتر دالن (زاده ۳ ژوئن ۱۹۷۲، برابر با ۱۳ خرداد ۱۳۵۱ در تفرش) ایران‌شناس، دانشیار زبان‌های ایرانی در دانشگاه اوپسالا و مترجم و پژوهشگر ایرانی‌تبار اهل سوئد است.

## زندگی‌نامه
اشک دالن در سال ۱۳۵۱ در تفرش متولد شد. آموزگاری دلسوز و مهربان به نام (مرتضی یوسفی نژاد) او را، که طفلی شیرخوار و رها شده بود، بر درِ خانه‌‌ی خود در کوچهٔ میکده (کوچه شهید داریوش شمس فلاح فعلی)  در خیابان مولوی نزدیک خیابان پهلوی (خیابان ولیعصر فعلی) در تهران پیدا کرد و تحویل پرورشگاه نارمک داد. در پرورشگاه، به‌دلیلِ گریهٔ فراوانی که می‌کرد، او را «اشک» نامیدند. هفت ماه بعد، زن و شوهری سوئدی او را به فرزندخواندگی پذیرفتند و با خود به سوئد بردند. او در شهر استکهلم بزرگ شد.
مجموعه تلویزیونی سفر سبز به کارگردانی محمدحسین لطیفی که سال ۱۳۸۱ خورشیدی از شبکه ۳ سیمای جمهوری اسلامی ایران پخش شد، از داستان زندگی اشک دالن الهام گرفته‌است.
اشک دالن همسر شاعر و مترجم ایرانی، مانا آقایی است.

## آثار و پژوهش‌ها
اشک دالن دانشیار زبان‌های ایرانی در دانشگاه اوپسالای سوئد است و در رشته‌های تاریخ ادبیات فارسی، تاریخ فرهنگیِ ایران و فلسفه و عرفان مطالعه می‌کند.
او دکتری خود را در سال ۲۰۰۲ از دانشگاه اوپسالا با ارائهٔ پایان‌نامه‌ای دربارهٔ مباحث هرمنوتیک و معرفت‌شناسی اسلامی در ایران معاصر دریافت کرد. پایان‌نامه او به عنوان پایان‌نامه برتر علوم انسانی سال ۲۰۰۴ توسط فرهنگستان سلطنتی سوئد برگزیده شد.
اشک دالن بین سال‌های ۲۰۰۹–۲۰۱۲ دانشیار زبان و ادبیات فارسی در دانشگاه اسلو نروژ بود و پیش از آن نیز استادیار دانشگاه استکهلم سوئد بود.
اشک دالن نویسندهٔ کتاب‌های دستور زبان فارسی (چاپ سوم ۱۳۹۷) و زبان فارسی برای نوآموزان (چاپ دوم ۱۳۹۵) به زبان سوئدی است. از جمله آثار دیگر او ترجمهٔ اشعار مولوی و حافظ، و کتاب‌های لَمَعات فخرالدین عراقی و چهارمقالهٔ نظامی عروضی. او همچنین از زبان اوستایی کهن ترجمه سوئدی گاتها‌ زرتشت را منتشر کرده است.
اشک دالن بنیادگذار و رئیس سابق «انجمن ایران‌شناسی اسکاندیناوی»، عضو هیئت مشاوره دانشنامه ایرانیکا و عضو «شورای مؤسسهٔ پژوهشی سوئد» در استانبول است.

## فهرست برخی مقالات به زبان انگلیسی
- Transcendent Hermeneutics of Supreme Love: Rumi's Concept of Mystical "Appropriation", Orientalia Suecana, Uppsala, 2003
- The Holy Fool in Medieval Islam: The Qalandariyat of Fakhr al-din Araqi, Orientalia Suecana, Uppsala, 2004
- Sirat al-mustaqim: One or Many? Religious Pluralism Among Muslim Intellectuals in Iran, The Blackwell Companion to Contemporary Islamic Thought, Oxford, 2006
- The Hermeneutics of Post-modern Islam: The Case of Abdol-Karim Sorush, Religious Texts in Iranian Languages, Copenhagen, 2007
- Sufi Islam, The World's Religions: Continuities and Transformations, ed. Peter B. Clarke & Peter Beyer, New York, 2008
- Female Sufi Saints and Disciples: Women in the life of Jalal al-din Rumi, Orientalia Suecana, vol. 57, Uppsala, 2008
- Kingship and Religion in a Mediaeval Fürstenspiegel: The Case of the Chahār Maqāla of Nizami Aruzi, Orientalia Suecana, vol. 58, Uppsala, 2009
- He addressed the Kayānian king: “I am a prophet!” – The Image of Zoroaster in the Dāstān-e Goshtāsp (Tale of Goshtāsp), Orientalia Suecana, vol. 60, Uppsala, 2011
- Thematic Features in Iranian National History Writings: The Case of the Dāstān-e Goshtāsp (Tale of Goshtāsp), International Shāhnāme Conference. The Second Milliennium: Conference Volume, ed. F. Hashabeiky, Uppsala, 2014.
- Literary Interest in Zoroastrianism in Tenth-Century Iran: The Case of Daqiqi's Account of Goshtāsp and Zarathustra in the Shāhnāmeh, The Zoroastrian Flame: Exploring Religion, History and Tradition, ed. A. Williams, S. Stewart & A. Hintze, London, 2016.
- Living the Iranian dolce vita: Herodotus on wine drinking and luxury among the Persians, Achaemenid Anatolia: Persian Presence and Impact in the Western Satrapies 546–330 BC, ed. Ashk P. Dahlén, Uppsala, 2020.